# Martine Roure
Pour les articles homonymes, voir Roure.
Martine Roure, née le 28 septembre 1948 à Lyon, est une enseignante et une femme politique française, membre du Parti socialiste (PS). Elle est membre du Parlement européen de 1999 à 2009.

## Biographie

### Formation et carrière professionnelle
Apres des études de lettres et de psychologie, elle est Titulaire d'une maîtrise  en sciences de l'éducation, elle est professeur certifiée de lettres modernes. Elle entre à l'Éducation nationale en 1970 comme institutrice, puis institutrice spécialisée et ensuite PEGC, elle enseigne le français et la musique. Elle est ensuite chargée de cours en psycho-pédagogie de musicologie.  
Elle passe ensuite le concours de chef d'établissement et exerce des fonctions d'encadrement dans l'enseignement secondaire, comme principale de collège, à Fontaine puis dans le 8e arrondissement de Lyon. En 1992 et 1993, elle dirige à ce titre une étude sur la violence scolaire, commandée par le secrétaire d'État à l'enseignement technique Jean Glavany.

### Carrière politique
Membre du Parti socialiste depuis 1982, elle est secrétaire de section de 1985 à 1989, puis membre du comité directeur et du conseil national de 1992 à 1996. Candidate aux législatives dans le Rhône, elle est battue par Raymond Barre, en 1993 en obtenant seulement 13,89 % des voix au seul et unique tour, et en 1997, avec 37,18 % des voix au second tour.
Elle est élue conseillère municipale de Lyon en 1989 et exerce la fonction de troisième adjointe au maire Gérard Collomb entre 2001 et 2008.
Elle est élue députée européenne en 1999 et réélue en 2004. En tant que telle, elle critique l'adoption en tant que règlement européen du traité de Prüm de 2005 relatif aux échanges de données personnelles entre États membres. Elle est porte-parole de son groupe et chargée des visites dans les centres de rétention en Europe. Elle est également rapporteur sur la protection des données personnelles
En 2006, elle est placée en tête du classement de l'assiduité des députés européens, réalisé par l'association Europ Agora. Avec l'écologiste Gérard Onesta et le conservateur Alejo Vidal-Quadras, elle fait partie des trois députés à voter en faveur d'une publication immédiate des registres de présence en commission en janvier 2009. En 2007, elle est élue vice-présidente du Parlement européen chargée des relations avec les Parlements nationaux ainsi que du statut des députés et assistants. Elle réussit à faire adopter un statut pour les assistants.[réf. nécessaire] Après deux mandats, elle décide de ne pas se représenter pour les élections de 2009.
Elle a écrit un livre publié par les éditions Bellier sur ses dix années au Parlement européen.

### Autres activités
Militante d'association de défense des droits de l'homme, elle est très active dans les dossiers européens relatifs aux libertés. Elle est aussi membre de la CFDT et d'ATD Quart Monde. 
Depuis 2013, elle est présidente de LAHSo, association qui travaille auprès des plus démunis et qui gère plusieurs centres d'hébergement et de réinsertion sociale (CHRS).
Par décret du président de La République du 25 avril 2017, elle est nommée membre du Haut comité pour le logement des personnes défavorisées.

## Décorations
- Chevalière de la Légion d'honneur
- Commandeure de l'ordre des Palmes académiques.